# Business improvement district
Een business improvement district, afgekort BID, is een type van lokaal bestuur in de Verenigde Staten, het Verenigd Koninkrijk, Canada en Duitsland. BID's zijn speciale districten binnen een stad die voornamelijk het opwaarderen van commercieel belangrijke buurten als doel hebben.
De BID's bieden bepaalde ondersteunende diensten bovenop die van het stadsbestuur. Ze worden doorgaans gefinancierd door een aanvullende belastingaanslag voornamelijk op eigenaars/uitbaters van commerciële panden of bedrijven, waarbij de belastingverhoging gaat naar verbeteringen van het gebied. De bedoeling is voornamelijk om aantrekkelijke commerciële buurten binnen een stad te creëren, om zo shoppers en andere bezoekers te lokken en de lokale economie vooruit te helpen. 
Er bestaan heel wat synoniemen voor het concept, zoals business improvement area (BIA), business revitalization zone (BRZ), community improvement district (CID), special services area (SSA), special improvement district (SID) of local improvement district (LID).

## Verenigde Staten
In de Verenigde Staten is de term "local improvement district" een veelgebruikt synoniem voor een "business improvement district" (BID). De speciale districten binnen een stad staan er onder toezicht van een non-profitorganisatie. 
In 2011 telde de Verenigde Staten 1.002 BID's, verspreid over honderden grote en kleine steden in 48 van de 50 staten. De meeste grote steden tellen daarenboven meerdere BID's, zo heeft New York er maar liefst 76.